# 593 Titania
593 Titania је астероид главног астероидног појаса са пречником од приближно 75,32 .
Афел астероида је на удаљености од 3,283 астрономских јединица (АЈ) од Сунца, а перихел на 2,113 АЈ.
Ексцентрицитет орбите износи 0,216, инклинација (нагиб) орбите у односу на раван еклиптике 16,883 степени, а орбитални период износи 1619,004 дана (4,432 године).
Апсолутна магнитуда астероида је 9,28 а геометријски албедо 0,060.
Астероид је откривен 20. марта 1906. године.